# Лоддо, Альберто
Альберто Лоддо (итал. Alberto Loddo; род. 5 января 1979, Кальяри) — итальянский шоссейный велогонщик, выступавший на профессиональном уровне в 2002—2010 годах. Победитель многодневной гонки «Тур Катара», серебряный призёр Средиземноморских игр в Тунисе, участник четырёх гранд-туров «Джиро д’Италия».

## Биография
Альберто Лоддо родился 5 января 1979 года в городе Кальяри, Сардиния.
Впервые заявил о себе в шоссейном велоспорте в сезоне 2001 года, выиграв гонки Trofeo Franco Balestra и Gran Premio della Liberazione. Также в этом сезоне представлял Италию на Средиземноморских играх в Тунисе, где стал серебряным призёром в групповой шоссейной гонке.
В 2002 году подписал контракт с командой Lampre-Daikin, в её составе принял участие в нескольких крупных гонках, в том числе сумел выиграть один из этапов «Тура Катара».
В 2003 году одержал победу в генеральной классификации «Тура Катара», стал лучшим в очковой классификации и классификации молодых гонщиков, вновь выиграл один из этапов. Помимо этого, выиграл этап многодневной гонки «Волта Алгарви», стартовал на «Париж — Рубе» и «Вуэльте Мурсии».
Сезон 2004 года провёл в испанской команде Saunier Duval-Prodir, в это время впервые поучаствовал в супермногодневке «Джиро д’Италия», доехав до 17-го этапа, выступил среди прочего на гонках «Париж — Брюссель», «Тур Нидерландов», «Чемпионат Цюриха», «Волта Португалии», «Тур Швейцарии», «Вуэльта Кастилии и Леона», «Тиррено — Адриатико», «Тур Катара».
Начиная с 2006 года представлял итальянскую команду Selle Italia-Serramenti Diquigiovanni. В новом коллективе выиграл очковые классификации Vuelta por un Chile Líder и Circuit Cycliste de la Sarthe, участвовал в «Вуэльте Венесуэлы», «Джиро д’Италия», «Тро-Бро Леон», «Туре Финистера», «Гран-при Рена», «Классика Харибо», «Туре Лангкави» и других гонках.
В 2007 году успешно выступил на «Туре Лангкави», выиграв очковую классификацию и пять отдельных этапов. Помимо этого, выиграл отдельные этапы таких многодневных гонок как «Вуэльта аль Тачира», «Вуэльта ла Риохи», «Вуэльта Астурии», отметился выступлением на «Туре озера Цинхай» и «Туре Баварии».
Сезон 2008 года провёл в Tinkoff Credit Systems. Стартовал на «Джиро д’Италия», «Париж — Рубе», «Неделя Ломбардии», «Милан — Сан-Ремо», «Тиррено — Адриатико», «Монтепаски Эроика», «Тур Лангкави», «Тур Катара». На «Туре Катара» занял восьмое место в генеральной классификации, тогда как в большинстве других гонок сошёл.
В 2009—2010 годах находился в составе итальянской команды Serramenti PVC Diquigiovanni-Androni Giocattoli. Среди наиболее значимых выступлений в этот период — победы на отдельных этапах «Вуэльты Венесуэлы», «Тура Сан-Луиса», «Джиро ди Сардиния», четвёртое выступление на «Джиро д’Италия». По окончании сезона 2010 года Лоддо завершил карьеру профессионального велогонщика.